# Неджешть (Алба)
Неджешть, Неджешті (рум. Negești) — село у повіті Алба в Румунії. Входить до складу комуни Скерішоара.
Село розташоване на відстані 341 км на північний захід від Бухареста, 73 км на північний захід від Алба-Юлії, 63 км на південний захід від Клуж-Напоки.

## Населення
За даними перепису населення 2002 року у селі проживала 151 особа, усі — румуни. Усі жителі села рідною мовою назвали румунську.